# Dual (film)
Dual is een Amerikaanse sciencefictionfilm uit 2022, geschreven en geregisseerd door Riley Stearns.

## Verhaal
Sarah (Karen Gillan) werd gediagnosticeerd met een zeldzame en ongeneeslijke ziekte. Om het dreigende verlies voor haar vrienden en familie te verzachten, wordt ze aangemoedigd om deel te nemen aan een eenvoudige futuristische kloonprocedure genaamd "replacement", waarna Sarah's laatste dagen zullen worden besteed aan het leren van de kloon hoe te leven als Sarah als ze eenmaal weg is. Maar wanneer Sarah wonderbaarlijk geneest is er een nieuw probleem. In de samenleving van de toekomst kunnen mensen niet langer bestaan dan de tijdslimiet van hun klonen en volgens de wet moeten Sarah en haar kloon elkaar uiteindelijk tot de dood bevechten.

## Rolverdeling
| Acteur       | Personage |
| ------------ | --------- |
| Karen Gillan | Sarah     |
| Aaron Paul   | Trent     |
| Beulah Koale | Peter     |

## Productie
De film werd in april 2020 aangekondigd met Karen Gillan, Aaron Paul, Beulah Koale en Jesse Eisenberg in de cast. wegens de coronapandemie in Amerika moest er uitgekeken worden naar andere filmplaatsen en de keuze ging naar Tampere, Finland, waar vanaf oktober 2020 gedurende zes weken gefilmd werd, met steun van de Finse investeringsmaatschappij IPR.VC.

## Release en ontvangst
Dual ging op 23 januari 2022 in première op het Sundance Film Festival in de U.S. Dramatic Competition. De film kreeg overwegend positieve kritieken van de filmcritici, met een score van 80% op Rotten Tomatoes, gebaseerd op 30 beoordelingen.